# 特斯拉Cybercab
特斯拉Cybercab（英語：Tesla Cybercab）是由特斯拉公司生产的一款即将推出的纯电动自动驾驶汽车。该车完全自主控制，没有方向盘或踏板。
2024年10月，特斯拉公司发布了Cybercab的概念車，并在发布会现场提供了20辆原型车供与会者试乘。该车计划于2027年开始量产。

## 历史

### 背景
大约从2020年起，特斯拉就公开表示将推出一款面向大众市场的电动汽车产品，这款产品将是Model Y的后续产品，而且价格将远低于Model 3。2022年，首席执行官埃隆·马斯克在公司内部主张将纯自动驾驶“Robotaxi”作为特斯拉的下一款车型，但到2022年9月，他无奈地接受了特斯拉高管弗朗茨·冯·霍兹豪森和拉尔斯·莫拉维的建议，即下一代车辆平台应该同时支持一款小型、廉价、面向大众市场的汽车，以及一款完全没有方向盘的自动驾驶“Robotaxi”，而且这两款车都可以在同一个平台上生产，并使用相同的下一代汽车装配线。2022年10月，特斯拉公司公开表示，其工程团队已将工作重点转向新平台，并预计该平台的价格将约为Model 3/Y平台价格的一半。
2019年，特斯拉首席执行官埃隆·马斯克表示，他相信到2021年，特斯拉将拥有一百万辆自动驾驶出租车。2024年4月，马斯克宣布Robotaxi将于8月发布；随后推迟到10月。
在之前描述下一代特斯拉车辆平台时，该公司表示，该车将利用先进的生产理念，如大型单体铸件、“无盒工艺”、48伏低压电气系统、结构电池组和新的双向冗余路径通信架构，这些理念通过显著减少线束的质量来降低车辆成本。

### 发布
2024年10月10日，特斯拉首席执行官埃隆·马斯克在加州华纳兄弟影城发布了Cybercab，20辆概念Cybercab在夜间自动行驶在摄影棚外，并搭载与会者试乘。马斯克表示，特斯拉计划在2027年之前生产Cybercab。这款车的最终名称尚不清楚，因为特斯拉在整个活动中都使用“Robotaxi”和“Cybercab”来指代这款车。特斯拉还展示了一款名为Robovan的概念原型车，据报道这款车可以搭载多达20名乘客。
概念Cybercab有两扇蝴蝶门和一个用于装载货物的掀背车开口，原型车上没有显示充电接口。量产车型设计将包括感应充电。
发布会几乎没有透露Cybercab的技术细节，也没有提到特斯拉是否会在同一个平台上使用该底盘生产驾驶员驾驶的车型，但汽车分析师指出，特斯拉可以选择在未来以一种相对直接的方式提供这样的车型。
投资者对该公告的反应较为冷淡，特别是考虑到从2024年10月到预计2027年某个时候Cybercab投入运营之间的时间跨度很长。 《新科学家》批评特斯拉，因为Cybercab要到两年后才能上市，而Waymo的自动驾驶汽车现在已经在街上行驶了。